# Borstbeeld van Hugo Chávez
Er staat een borstbeeld van Hugo Chávez in Paramaribo, Suriname. Het staat in de hal van het Venezolaanse Instituut voor Cultuur en Samenwerking (IVCC), waar het op 5 maart 2016 werd onthuld. Het instituut is een centrum voor culturele uitwisseling tussen Venezuela en Suriname.
Hugo Chávez was tot zijn dood president van Venezuela (1999-2013). Hij was een socialist die een centraal geleide economie voorstond, evenals de publieke aanwezigheid van militairen. Hij raakte verwijderd van veel westerse landen, vooral de Verenigde Staten, en sloot vriendschappen met Amerikaanse vijanden als Irak, Iran en Syrië.
De onthullingsplechtigheid werd uitgevoerd door de Surinaamse minister Siegfried Wolff en de Venezolaanse ambassadeur Olga Díaz Mártinez. Andere aanwezigen waren onder meer voormalig minister Lamuré Latour, vertegenwoordigers de ambassades van Argentinië, Brazilië, Cuba en India en de consuls van Haïti en Noorwegen. Het beeld werd gemaakt door de Venezolaanse kunstenaar Nelson Bermúdez.
De onthulling was een onderdeel van de derde viering van (vertaald) de Dag van de Herinnering aan de Eeuwige Commandant Hugo Chávez. De festiviteiten werden georganiseerd door de Venezolaanse ambassade. Er werd een expositie geopend, getiteld (vertaald) Kracht van het Volk, Drie jaar na het zaaien van de commandant, met foto's uit het leven van Chávez. Een documentaire werd vertoond van een interview met Chávez door Oliver Stone. Ook werden een sportdag voor tweehonderd jongeren en activiteiten voor jonge kinderen georganiseerd.